# Liste der Stolpersteine in der Verbandsgemeinde Aar-Einrich
Die Liste der Stolpersteine in der Verbandsgemeinde Aar-Einrich enthält die Stolpersteine, die im Rahmen des gleichnamigen Kunstprojekts von Gunter Demnig in der Verbandsgemeinde Aar-Einrich im Rhein-Lahn-Kreis in Rheinland-Pfalz verlegt wurden. Auf der Oberseite der Betonquader mit zehn Zentimeter Kantenlänge ist eine Messingtafel verankert, die Auskunft über Namen, Geburtsjahr und Schicksal der Personen gibt, derer gedacht werden soll. Die Steine sind in den Bürgersteig vor den ehemaligen Wohnhäusern der Opfer der nationalsozialistischen Gewaltherrschaft eingelassen. Mit ihnen soll Opfern des Nationalsozialismus gedacht werden, die im Gebiet der heutigen Verbandsgemeinde Aar-Einrich lebten und wirkten.
Der ersten Verlegungen in der Verbandsgemeinde Aar-Einrich erfolgten am 2. November 2018 durch den Künstler persönlich.

## Verlegte Stolpersteine
Insgesamt wurden bislang 33 Stolpersteine verlegt.

### Allendorf
In Allendorf wurde ein Stolperstein verlegt.
| Stolperstein | Inschrift | Verlegeort     | Name, Leben |
| --- | --- | -------------- | --- |
| Bild gesucht Der Benutzer GeorgDerReisende ( Diskussion ) wünscht sich an dieser Stelle ein Bild vom Ort mit diesen Koordinaten 50.268174 7.999475 . Motiv: Stolperstein für Wilhelmine Bauer, die Lage und das Haus Falls du dabei helfen möchtest, erklärt die Anleitung , wie das geht. BW | HIER WOHNTE WILHELMINE BAUER GEB. FRICK JG. 1884 SEIT 1926 MEHRERE HEILANSTALTEN 'VERLEGT' 19.6.1941 HADAMAR ERMORDET 19.6.1941 'AKTION T4' | Hauptstraße 43 | Wilhelmine Bauer geb. Frick wurde am 12. Mai 1884 in Oberfischbach geboren. Ihr Vater war Heinrich Frick, ein Tagelöhner. Sie heiratete und kam nach der Hochzeit nach Allendorf. Sie wurde Mutter von zwei Kindern. Ab 1926 war sie in mehreren Heilanstalten untergebracht. 1927 wurden in der Heilanstalt Merxhausen folgende Diagnosen gestellt: „sekundäre Demenz“ und „Schizophrenie“. Den Eintragungen in der Krankenakte verlor sie zunehmend das Interesse an ihrer Umgebung und suchte auch keinen Kontakt mehr mit Angehörigen. Nur mit einer anderen Patientin kommunizierte sie noch. Sie war am liebsten alleine und saß oft im Garten. Von 1937 bis 1941 wurde sie mehrfach verlegt, sie kam nach Herborn, Hadamar, Merxhausen und schließlich, als ihre Ermordung konkretisiert wurde, wieder nach Herborn. Am 19. Juni 1941 wurden 120 psychisch kranke Menschen von der Zwischenanstalt Herborn in die Tötungsanstalt Hadamar überstellt und dort noch am selben Tag in der Gaskammer mit Kohlenmonoxydgas ermordet, darunter auch Wilhelmine Bauer. Die Leiche wurde im dortigen Krematorium verbrannt. Die Angehörigen wurden getäuscht, wie es übliche Praxis des NS-Regimes war. Sie sei, so wurde der Familie mitgeteilt, aus „kriegswichtigen Gründen“ in der Anstalt Bernburg/Saale verlegt worden und dort eines natürlichen Todes gestorben. Durch falsche Sterbedaten und Sterbeorte sollte der Massenmord an behinderten Menschen verschleiert werden. |

### Burgschwalbach
In Burgschwalbach wurde ein Stolperstein verlegt.
| Stolperstein | Inschrift | Verlegeort         | Name, Leben |
| --- | --- | ------------------ | --- |
| Bild gesucht Der Benutzer GeorgDerReisende ( Diskussion ) wünscht sich an dieser Stelle ein Bild vom Ort mit diesen Koordinaten 50.281658 8.0847 . Motiv: der Stolperstein für Willi Biebricher, die Lage und das Haus Falls du dabei helfen möchtest, erklärt die Anleitung , wie das geht. BW | HIER WOHNTE WILLI BIEBRICHER JG. 1921 EINGEWIESEN 23.5.1936 HEILANSTALT SCHEUERN VERLEGT 13.2.1940 HEILANSTALT EICHBERG ZWANGSSTERILISIERT NOV. 1940 ERMORDET 13.3.1941 | Panröder Straße 36 | Wilhelm Biebricher, genannt Willi, wurde am 27. November 1921 in Burgschwalbach als Sohn des Maurers Wilhelm Biebricher und seiner Ehefrau Anna Maria geb. Kolb geboren. Er war behindert, evangelischer Konfession, besuchte die Volksschule und wurde im Jahr 1936 konfirmiert. Am 23. Mai 1936, am Ende seiner Schulpflicht, wurde er in die Heilerziehungsanstalt Scheuern bei Nassau aufgenommen. Er konnte dort einen Beruf erlernen. Die Anstaltsleitung gewährte die Wahl zwischen Korbflechter und Schumacher, da ihrer Meinung nach keine Verletzungsgefahr bestand. In der Krankenakte war die Rede von „Entwicklungsverzögerungen“, es wurden unterschiedliche, zum Teil widersprüchliche Krankheitsbilder attribuiert. Bereits beim Eintritt in die Anstalt wurde er als „erbkrank“ eingestuft und aufgrund des NS-„Gesetzes zur Verhütung erbkranken Nachwuchses“ wurde die Zwangssterilisation empfohlen. Willi Biebricher lebte sich gut ein und fand Freude an der Arbeit in der Schusterwerkstatt. Ihm wurde bescheinigt, dass er „sauber arbeite und die Stifte ordentlich einschlage.“ Mit der Familie bestand reger Kontakt, er schrieb regelmäßig Briefe an die Angehörigen. An Sport hatte er kein Interesse, aber über ein neues Malbuch freute er sich immer. Und er fand einen Freund unter den Insassen. Unter dem Prätext eines geplanten Heimatbesuchs wurde ab August 1940 die geplante Sterilisation vorangetrieben. Das Erbgesundheitsgericht Limburg beschloss am 7. November 1940 seine „Unfruchtbarmachung“, der Zwangseingriff erfolgte am 12. Dezember 1940 im Paulinenstift in Nassau. Nach einem zehntägigen Krankenhausaufenthalt kehrte er in die Anstalt Scheuern zurück. Sein Zustand verschlechterte sich danach, er musste wieder stationär aufgenommen werden. Am 13. Februar 1941 wurde er in schlechtem Allgemeinzustand in die Heilanstalt Eichberg bei Eltville verlegt. Spätestens ab diesem Zeitpunkt sind die Befunde und Diagnosen in keiner Weise mehr kohärent. Willi Biebricher soll einen Monat später verstorben sein, doch nicht einmal das Todesdatum kann als gesichert angesehen werden, weil die NS-Bürokratie die Krankenmorde durch falsche Zeit- und Ortsangaben zu verschleiern trachtete. Die in seinem Fall angegebenen Todesursachen „Lungentuberkulose, Angeborenem Schwachsinn und Epilepsie“ korrelieren keinesfalls mit weitgehender Stabilität in den Jahren 1936 bis 1940, Fähigkeit des Lesens und Schreibens, gute Beurteilung der handwerklichen Fähigkeiten. Es ist von einem Krankenmord im Zuge der Aktion T4 auszugehen. Auf Ersuchen der Familie wurde der Sarg mit den sterblichen Überresten nach Burgschwalbach überführt. Der Familie wurde verboten, den Sarg zu öffnen. |

### Flacht
In Flacht wurden dreizehn Stolpersteine an fünf Standorten verlegt.
| Stolperstein | Inschrift | Verlegeort      | Name, Leben |
| --- | --- | --------------- | --- |
| Bild gesucht Der Benutzer GeorgDerReisende ( Diskussion ) wünscht sich an dieser Stelle ein Bild vom Ort mit diesen Koordinaten 50.34346 8.049647 . Motiv: der Stolperstein für Hermann Bruchhäuser, die Lage und das Haus Falls du dabei helfen möchtest, erklärt die Anleitung , wie das geht. BW                      | HIER WOHNTE HERMANN BRUCHHÄUSER JG. [...] | Hauptstraße 17  | Hermann Bruchhäuser |
| Bild gesucht Der Benutzer GeorgDerReisende ( Diskussion ) wünscht sich an dieser Stelle ein Bild vom Ort mit diesen Koordinaten 50.342462 8.04659 . Motiv: der Stolperstein für Peter Fischer, die Lage und das Haus (Hausnummer nicht bekannt) Falls du dabei helfen möchtest, erklärt die Anleitung , wie das geht. BW | HIER WOHNTE PETER FISCHER JG. 1901 VERHAFTET 24.1.1938 BREITENAU 1941 SACHSENHAUSEN WEWELSBURG ERMORDET 7.10.1942                            | Am Fischweiher  | Peter Fischer |
| Bild gesucht Der Benutzer GeorgDerReisende ( Diskussion ) wünscht sich an dieser Stelle ein Bild vom Ort mit diesen Koordinaten 50.345433 8.048355 . Motiv: die Stolpersteine für die Familie Grünebaum, die Lage und das Haus Falls du dabei helfen möchtest, erklärt die Anleitung , wie das geht. BW                  | HIER WOHNTE ALBERT GRÜNEBAUM JG. 1892 'SCHUTZHAFT' 1939 BUCHENWALD UNFREIWILLIG VERZOGEN 1939 FRANKFURT M. DEPORTIERT 1942 MAJDANEK ERMORDET | Hauptstraße 45  | Albert Grünebaum |
| | HIER WOHNTE BRUNHILDE GRÜNEBAUM JG. 1927 UNFREIWILLIG VERZOGEN 1939 FRANKFURT M. DEPORTIERT 1943 SCHICKSAL UNBEKANNT                         | Hauptstraße 45  | Brunhilde Grünebaum |
| | HIER WOHNTE HEDWIG GRÜNEBAUM GEB. LÖWENBERG JG. 189[.] UNFREIWILLIG VERZOGEN 1939 FRANKFURT M. DEPORTIERT 1942 AUSCHWITZ ERMORDET 1942       | Hauptstraße 45  | Hedwig Grünebaum geb. Löwenberg |
| | HIER WOHNTE MARGOT KAROLINE GRÜNEBAUM JG. 1922 DEPORTIERT 1940 GURS INTERNIERT DRANCY 1942 AUSCHWITZ ERMORDET 12.10.1942                     | Hauptstraße 45  | Margot Karoline Grünebaum wurde sm 4. April 1922 in Flacht geboren. Ihre Eltern waren Albert Grünebaum und Hedwig geb. Löwenberg. Sie hatte eine jüngere Schwester, Brunhild. Sie besuchte die Jüdische Anlernwerkstätte in Frankfurt a. M. und arbeitete 1940 in Karlsruhe als Haushaltsgehilfin. Als Wohnadresse wird die Körnerstraße 46 genannt. Am 22. Oktober 1940 wurde sie in das Lager Gurs in Frankreich deportiert, am 10. August 1942 vom Sammellager Drancy nach Auschwitz. Dort wurde Margot Karoline Grünbaum am 12. Oktober 1942 vom NS-Regime ermordet. Ihre ganze Familie wurde im Zuge der Shoah ausgelöscht. Die Mutter wurde in Auschwitz ermordet, der Vater in Majdanek und die Schwester an einem unbekannten Ort. |
| Bild gesucht Der Benutzer GeorgDerReisende ( Diskussion ) wünscht sich an dieser Stelle ein Bild vom Ort mit diesen Koordinaten 50.345501 8.048301 . Motiv: die Stolpersteine für die Familie Grünfeld, die Lage und das Haus Falls du dabei helfen möchtest, erklärt die Anleitung , wie das geht. BW                   | | Hauptstraße 45a | Arthur Grünfeld |
| | | Hauptstraße 45a | Edith Grünfeld |
| | | Hauptstraße 45a | Ernst Grünfeld |
| | HIER WOHNTE GERTRUDE GRÜNFELD GEB. HORWITZ JG. 1898 DEPORTIERT 1942 ERMORDET IN PIASKI                                                       | Hauptstraße 45a | Gertrude Grünfeld geb. Horwitz |
| | | Hauptstraße 45a | Hans Grünfeld |
| Bild gesucht Der Benutzer GeorgDerReisende ( Diskussion ) wünscht sich an dieser Stelle ein Bild vom Ort mit diesen Koordinaten 50.34338 8.049856 . Motiv: die Stolpersteine für die Familie Löwenstein, die Lage und das Haus Falls du dabei helfen möchtest, erklärt die Anleitung , wie das geht. BW                  | HIER WOHNTE BERTA LÖWENSTEIN GEB. SAALBERG JG. 1884 UNFREIWILLIG VERZOGEN 1940 FRANKFURT M. DEPORTIERT 1941 ERMORDET IM BESETZTEN POLEN      | Hauptstraße 14  | Berta Löwenstein geb. Saalberg |
| | HIER WOHNTE ELFRIEDE LÖWENSTEIN VERH. GÄRTNER JG. 1915 FLUCHT 1938 USA                                                                       | Hauptstraße 14  | Elfriede Löwenstein verh. Gärtner |
| | HIER WOHNTE IRMA LÖWENSTEIN JG. 1912 UNFREIWILLIG VERZOGEN 1940 FRANKFURT M. DEPORTIERT 1941 ERMORDET IM BESETZTEN POLEN                     | Hauptstraße 14  | Irma Löwenstein |
| | HIER WOHNTE JULIUS SAALBERG JG. 1885 'SCHUTZHAFT' 1936 BUCHENWALD ERMORDET 14.1.1939                                                         | Hauptstraße 14  | Julius Saalberg wurde am 20. März 1885 in Villmar geboren. Seine Eltern waren Nathan Saalberg und Dina geb. Arfeld. Er hatte eine ältere Schwester, Bertha, später verehelichte Löwenstein. Er blieb unverheiratet, war als Hausierer tätig und lebte bei seiner Schwester, die in Flacht einen Lebensmittelladen betrieb. Er war behindert und wurde Jule oder ’s Julche genannt. Von den Kindern wurde er oft gehänselt oder verspottet. Er verkaufte Seife, Schnürsenkeln, Knöpfen und anderen Kleinwaren. Mit schrille Stimme kündigte der Mann mit dem Bauchladen sein Kommen an: „Wollt er ebbes kaafe? Persil, Saaf, Nähnadele?“ Nach der Machtergreifung Hitlers und der NSDAP im Januar 1933 blieben zunehmend Kunden aus, sein Umsatz und seine Einnahmen sanken. Er verlegte sich immer mehr aufs Betteln und war allen dankbar, die ihm zu essen gaben. Seine Familie war mit Abstand die ärmste jüdische Familie von Flacht. Nach den Novemberpogromen des Jahres 1938 wurde er verhaftet und als sogenannter „Schutzhäftling“ in das KZ Buchenwald eingewiesen. Am 14. Januar 1939 wurde Julius Saalberg dort um 22 Uhr erschossen – angeblich, weil er sich dem Zaun genähert habe. |

### Hahnstätten
In Hahnstätten wurden vier Stolpersteine an einer Adresse verlegt.
| Stolperstein | Inschrift                          | Verlegeort          | Name, Leben      |
| --- | ---------------------------------- | ------------------- | ---------------- |
| Bild gesucht Der Benutzer GeorgDerReisende ( Diskussion ) wünscht sich an dieser Stelle ein Bild vom Ort mit diesen Koordinaten 50.304941 8.070551 . Motiv: die Stolpersteine für Moritz Adler und die Familie Strauss, die Lage und das Haus Falls du dabei helfen möchtest, erklärt die Anleitung , wie das geht. BW | HIER WOHNTE MORITZ ADLER JG. [...] | Netzbacher Straße 6 | Moritz Adler     |
| |                                    | Netzbacher Straße 6 | Clotilde Strauss |
| |                                    | Netzbacher Straße 6 | Gerda Strauss    |
| |                                    | Netzbacher Straße 6 | Louis Strauss    |

### Herold
In Herold wurden drei Stolpersteine an zwei Adressen verlegt.
| Stolperstein | Inschrift | Verlegeort    | Name, Leben      |
| --- | --- | ------------- | ---------------- |
| Bild gesucht Der Benutzer GeorgDerReisende ( Diskussion ) wünscht sich an dieser Stelle ein Bild vom Ort mit diesen Koordinaten 50.278413 7.933719 . Motiv: die Stolpersteine für die Familie Rosenthal, die Lage und das Haus Falls du dabei helfen möchtest, erklärt die Anleitung , wie das geht. BW | HIER WOHNTE AMALIE ROSENTHAL JG. [...]                                                                                             | Lahnstraße 11 | Amalie Rosenthal |
| | HIER WOHNTE MAX ROSENTHAL JG. [...]                                                                                                | Lahnstraße 11 | Max Rosenthal    |
| Bild gesucht Der Benutzer GeorgDerReisende ( Diskussion ) wünscht sich an dieser Stelle ein Bild vom Ort mit diesen Koordinaten 50.277767 7.930862 . Motiv: der Stolperstein für Frieda Weber, die Lage und das Haus Falls du dabei helfen möchtest, erklärt die Anleitung , wie das geht. BW           | HIER WOHNTE FRIEDA WEBER JG. 1914 EINGEWIESEN 1929 HEILANSTALT SCHEUERN 'VERLEGT' 21.4.1941 HADAMAR ERMORDET 21.4.1941 'AKTION T4' | Am Berg 5     | Frieda Weber     |

### Kaltenholzhausen
In Kaltenholzhausen wurden zwei Stolpersteine an zwei Adressen verlegt.
| Stolperstein | Inschrift                                  | Verlegeort         | Name, Leben |
| --- | ------------------------------------------ | ------------------ | --- |
| Bild gesucht Der Benutzer GeorgDerReisende ( Diskussion ) wünscht sich an dieser Stelle ein Bild vom Ort mit diesen Koordinaten 50.30085 8.10301 . Motiv: der Stolperstein für Anne Balser, die Lage und das Haus Falls du dabei helfen möchtest, erklärt die Anleitung , wie das geht. BW                                 | HIER WOHNTE ANNE BALSER JG. 1906 [...]     | Kirberger Straße 9 | Anne Balser wurde 1906 in Berlin geboren. Sie verlor ihr Leben am 13. September 1942 in der Heilanstalt Weilmünster – nach offiziellen Angaben an einer „Herzerkrankung“. |
| Bild gesucht Der Benutzer GeorgDerReisende ( Diskussion ) wünscht sich an dieser Stelle ein Bild vom Ort mit diesen Koordinaten 50.299996 8.105515 . Motiv: der Stolperstein für Heinrich Heil, die Lage und das Haus (genaue Lage nicht bekannt) Falls du dabei helfen möchtest, erklärt die Anleitung , wie das geht. BW | HIER WOHNTE HEINRICH HEIL JG. 1[...] [...] | Kreisel            | Heinrich Heil |

### Katzenelnbogen
In Katzenelnbogen wurde ein Stolperstein verlegt.
| Stolperstein | Inschrift                        | Verlegeort   | Name, Leben |
| --- | -------------------------------- | ------------ | ----------- |
| Bild gesucht Der Benutzer GeorgDerReisende ( Diskussion ) wünscht sich an dieser Stelle ein Bild vom Ort mit diesen Koordinaten 50.270569 7.974298 . Motiv: der Stolperstein für Lina Thorn, die Lage und das Haus Falls du dabei helfen möchtest, erklärt die Anleitung , wie das geht. BW | HIER WOHNTE LINA THORN JG. [...] | Lahnstraße 8 | Lina Thorn  |

### Kördorf
In Kördorf wurden fünf Stolpersteine an zwei Standorten verlegt.
| Stolperstein | Inschrift                           | Verlegeort      | Name, Leben                      |
| --- | ----------------------------------- | --------------- | -------------------------------- |
| Bild gesucht Der Benutzer GeorgDerReisende ( Diskussion ) wünscht sich an dieser Stelle ein Bild vom Ort mit diesen Koordinaten 50.28728 7.920395 . Motiv: der Stolperstein für Martha Hartog, die Lage und das Haus Falls du dabei helfen möchtest, erklärt die Anleitung , wie das geht. BW          | HIER WOHNTE MARTHA HARTOG JG. [...] | Rupbachstraße 1 | Martha Hartog                    |
| Bild gesucht Der Benutzer GeorgDerReisende ( Diskussion ) wünscht sich an dieser Stelle ein Bild vom Ort mit diesen Koordinaten 50.287354 7.91951 . Motiv: die Stolpersteine für die Familie Löwenberg, die Lage und das Haus Falls du dabei helfen möchtest, erklärt die Anleitung , wie das geht. BW |                                     | Lahnstraße 28   | Rosa Löwenberg                   |
| |                                     | Lahnstraße 28   | Thea Löwenberg                   |
| Bild gesucht Der Benutzer GeorgDerReisende ( Diskussion ) wünscht sich an dieser Stelle ein Bild vom Ort mit diesen Koordinaten 50.28728 7.920395 . Motiv: die Stolpersteine für die Familie Seligman, die Lage und das Haus Falls du dabei helfen möchtest, erklärt die Anleitung , wie das geht. BW  |                                     | Rupbachstraße 1 | Bertha Seligmann geb. Blumenthal |
| |                                     | Rupbachstraße 1 | Salomon Abraham Seligmann        |

### Oberneisen
In Oberneisen wurde ein Stolperstein verlegt.
| Stolperstein | Inschrift | Verlegeort      | Name, Leben |
| --- | --- | --------------- | ----------- |
| Bild gesucht Der Benutzer GeorgDerReisende ( Diskussion ) wünscht sich an dieser Stelle ein Bild vom Ort mit diesen Koordinaten 50.324106 8.07596 . Motiv: der Stolperstein für Maria Weyl, die Lage und das Haus Falls du dabei helfen möchtest, erklärt die Anleitung , wie das geht. BW | HIER WOHNTE MARIA WEYL JG. 1907 EINGEWIESEN 3.8.1936 HEILANSTALT SCHEUERN 'VERLEGT' 21.4.1941 HADAMAR 21.4.1941 'AKTION T4' | Grebenstraße 11 | Maria Weyl  |

## Verlegungen
- 2. November 2018: Burgschwalbach, Flacht (Hauptstraße 14 für Julius Saalfeld), 17 und 45a (Arthur, Edith und Gertrud Grünfeld), Hahnstätten, Oberneisen (insgesamt 11)
- 17. November 2019: Flacht (Hauptstraße 14 (Familie Löwenberg) und 45a (Ernst und Hans Grünfeld), Kaltenholzhausen (insgesamt 7)
- 27. Oktober 2020: Allendorf, Flacht (Am Fischweiher, Hauptstraße 45), Herold, Katzenelnbogen, Kirdorf (insgesamt 15)[7][8]

Für die in Flacht geborene Gerda Metzger wurde am 14. April 2013 in der Türlenstraße in Stuttgart ein Stolperstein verlegt, siehe Liste der Stolpersteine in Stuttgart-Nord.

## Weblink
- Chronik der Stolpersteinverlegungen auf der Website des Projekts von Gunter Demnig